# Psephenoides rajouri
Psephenoides rajouri is een keversoort uit de familie keikevers (Psephenidae). De wetenschappelijke naam van de soort werd in 1977 gepubliceerd door Chowdhari.